# Лукино (Сандовский район)
Лукино (карел. Lukina) — село в Сандовском муниципальном округе Тверской области России. 

## География
Село расположено у впадения реки Ломинога в реку Саванку (бассейн Мологи), в 12 километрах к западу от районного центра Сандово, на автодороге Сандово — Ладожское. Примерно в 5-6 километрах к северо-востоку от села находится железнодорожная станция Подмошва.

## История
Село впервые упоминается в новгородских писцовых книгах в 1545 году, с 1775 — центр прихода и волости Весьегонского уезда. В 1858 году в Лукино было 22 двора и 134 жителя, в 1888 году — 34 двора и 182 жителя. В конце XIX века в селе действовали 2 ярмарки в году (Троицкая и Казанская), плотнический промысел и торговля лесом. В 1875 году открыто волостное училище.
В 1875 году в селе была построена каменная Троицкая церковь с 3 престолами. 
В начале XX века в Лукино действовал маслодельный завод, а также сапожные мастерские, мануфактурные, мелочные, чайные и винные лавки. В 1922 году создан колхоз «1-е мая», в 1930 годах открыта школа механизаторов. 
С 1929 года село являлось центром Лукинского сельсовета Сандовского района Бежецкого округа Московской области, с 1935 года — в составе Калининской области, с 2005 года — центр Лукинского сельского поселения, с 2020 года — в составе Сандовского муниципального округа. 
По данным на 1997 год в селе насчитывалось 97 хозяйств. 

## Население
| 1859 | 1889 | 1919 | 1997 | 2010 |
| ---- | ---- | ---- | ---- | ---- |
| 173  | ↗182 | ↗232 | ↗246 | ↘167 |

## Инфраструктура
В селе имеются Лукинская основная общеобразовательная школа, детский сад, офис врача общей практики, дом культуры, отделение почтовой связи.

## Достопримечательности
В селе сохранилась Троицкая церковь 1870 года, часовня-усыпальница О.Л. Корсакова (нач. XX века). 

## Известные люди
На Лукинском кладбище похоронены герои Великой Отечественной войны Степан Демидович Звонарёв и Василий Александрович Ершов.